# مذقرة
مَذْقَرَة أو خنافس يونيو المسطرة (الاسم العلمي: Polyphylla)، جنس خنافس من فصيلة الجعليات يحتوي على أكثر من 80 نوعًا موزعة في أمريكا الشمالية والوسطى وجنوب أوروبا ووسطها وشمال إفريقيا وجنوب آسيا - من آسيا الصغرى إلى اليابان.